# Emmerson Mnangagwa
Emmerson Mnangagwa (født 15. september 1942 i Zvishavane) er en politiker fra Zimbabwe, der siden 24. november 2017 har været landets præsident. Han var vicepræsident fra 2014 til november 2017, da præsident Robert Mugabe afsatte ham for at bane vej for at Mugabes kone Grace Mugabe kunne blive vicepræsident og på sigt overtage som præsident. Men 19. november 2017 blev Emmerson Mnagagwa valgt som partileder for ZANU-PF, partiet som har styret Zimbabwe siden landet blev selvstændigt i 1980.

## Baggrund
Som ung flyttede han fra Zvishavane, hvor han blev født, til Zambia med forældrene. Allerede mens han gik i skole, blev han aktiv i den politiske kamp mod britisk kolonistyre i Rhodesia. Efter militær træning i Tanzania, Egypten og i 1964 politisk træning på Peking Universitet blev han leder af en guerillagruppe kaldet "Crocodile". I 1965 blev han taget til fange og dømt til døden efter at have sprængt et lokomotiv, men dommen blev omgjort til ti års fængsel, da forsvareren blev fulgt i argumentet om, at han var mindreårig. I fængslet, hvor han sad sammen med Mugabe, studerede han jura og fik eksamen fra University of London. Senere tog han også eksamen i jura på Universitetet i Zambia. I Zambia praktiserede han også som jurist en tid. I 1977 blev han på ZANU-kongressen valgt til Mugabes personlige assistent og i denne egenskab deltog han i Lancaster House-aftalen om landets selvstændighed i 1979.

### Tillidshverv
- 1980-1988: Sikkerhedsminister
- 1988-2000: Justitsminister
- 2005-2009: Minister for bolig og sociale forbedringer
- 2009-2013: Forsvarsminister
- 2013-2017: Justitsminister
- 2017-20??: Præsident